# Diaphorocellus
Diaphorocellus là một chi nhện trong họ Palpimanidae.